# Дачне (Казахстан)
Да́чне (каз. Дачное) — село у складі Мамлютського району Північноказахстанської області Казахстану. Входить до складу Бікенського сільського округу.
Населення — 30 осіб (2021; 90 у 2009, 149 у 1999, 444 у 1989).
Національний склад станом на 1989 рік:
- росіяни — 57 %
- казахи — 25 %.